# كعكة جاراش
جَراش (بالإنكليزية: Garash cake) هي كَعكة شكلاطة مِنَ المَأكولاتِ المَجرية، صُنعت الكَعكةَ عَن طَريقِ النَمسَاويّ المَجريّ كُست جَراش ي عامِ ١٨٨٥ في مَدينةِ روسه في بُلغاريا. أدار جَراش خلال هذه الفَترةِ فُندقَ "إسلاهين" الذي كَانَ يَقعُ بالقربِ مِن سَكنِ الضابط ألكسندر الأول باتنبرغ. كَانَ ضُيوفَ الفُندقِ مِنَ الشَخصياتِ المَلَكيةِ مِثل كارول الأول مَلكُ رومانيا، و ميلان الأول مَلكُ صربيا، و أوسكار الثاني مَلكُ السويدِ، بِمناسبةِ حفَلاتِ الإستقبالِ رَفيعةِ المستوى، صَنع كوست جَراش كَعكةَ جَراش المَشهورة

## وَصفةُ التَحضيرِ
خَمسُ أطباقٍ كَعكٍ مُستديرة رَفيعةِ ٢ ملم مَصنوعةٌ مِن خَليطٍ مُكونٍ مِن ٢٠٠ جرام مِن حباتِ الجوز المَطحونةِ، و ٨ بيضاتٍ بيضاءٍ و ٢٢٠ جرامٍ من السُكر الفضيِ أو مَسحوقِ السُكرِ. بَعدَ خَبزها وتَبريدَها، تُوضعُ أحدُهما فَوقَ الأُخرة، ويُوضعُ على وسطها وأعلَاها وجَوانِبها سُكر الزينة المَصنوعِ مِن(غانتشي: تَعني كريمةُ الشوكولاته)  القِشطةِ المُحلاة والشوكولاته. تُغطى بَعد ذَلك الكَعكةَ بسُكرِ الشكلاطة.

## انظر إلى
- قائمةُ الحَلوياتِ.
- مَطاعم وطَعام.